# Fjodor Nyikolajevics Csalov
Fjodor Nyikolajevics Csalov (Oroszul: Фёдор Николаевич Чалов) (Moszkva, 1998. április 10. –) orosz válogatott labdarúgó, a CSZKA Moszkva játékosa.

## Pályafutása

### Klubcsapatokban
2016. szeptember 21-én a Jenyiszej Krasznojarszk elleni kupamérkőzés 76. percében  Tyimur Zsamaletgyinov cseréjeként debütált a CSZKA Moszkva színeiben. November 2-án 4 gólt szerzett az Ifjúsági Ligában a Monaco ellen. Négy nappal később az Amkar Perm ellen a 75. percben bemutatkozott a bajnokságban Amkar Perm ellen Carlos Strandberg helyére beállva. Hat nappal később a bajnokok ligájában debütált a német Bayer 04 Leverkusen ellen kezdőként. December 3-án az FK Ural Jekatyerinburg ellen megszerezte első gólját és gólpasszát. 2017. február 27-én meghosszabbította 2020-ig a klubbal a szerződését. 2022. február 1-jén féléves kölcsönszerződést kötött a svájci Basel együttesével.

### A válogatottban
A 2015-ös U17-es labdarúgó-világbajnokságon részt vett és 3 gólt szerzett. 2017. március 24-én a román U21-es válogatott ellen mutatkozott be az U21-esek közt és gólt szerzett az 5–1-re megnyert felkészülési mérkőzésen.

## Statisztika
2022. szeptember 4. szerint.
| Klub               | Szezon           | Bajnokság            | Bajnokság | Bajnokság | Kupa     | Kupa  | Nemzetközi | Nemzetközi | Összesen | Összesen |
| Klub               | Szezon           | Osztály              | Mérkőzés  | Gólok     | Mérkőzés | Gólok | Mérkőzés   | Gólok      | Mérkőzés | Gólok    |
| ------------------ | ---------------- | -------------------- | --------- | --------- | -------- | ----- | ---------- | ---------- | -------- | -------- |
| CSZKA Moszkva      | 2016–17          | Orosz Premier League | 15        | 6         | 1        | 0     | 2          | 0          | 18       | 6        |
| CSZKA Moszkva      | 2017–18          | Orosz Premier League | 20        | 6         | 1        | 0     | 10         | 1          | 31       | 7        |
| CSZKA Moszkva      | 2018–19          | Orosz Premier League | 30        | 15        | 1        | 0     | 6          | 2          | 37       | 17       |
| CSZKA Moszkva      | 2019–20          | Orosz Premier League | 30        | 8         | 3        | 0     | 6          | 1          | 39       | 9        |
| CSZKA Moszkva      | 2020–21          | Orosz Premier League | 27        | 7         | 3        | 0     | 6          | 0          | 36       | 7        |
| CSZKA Moszkva      | 2021–22          | Orosz Premier League | 16        | 3         | 2        | 0     | —          | —          | 18       | 3        |
| CSZKA Moszkva      | 2022–23          | Orosz Premier League | 8         | 4         | 0        | 0     | —          | —          | 8        | 4        |
| CSZKA Moszkva      | Összesen         | Összesen             | 146       | 49        | 11       | 0     | 30         | 4          | 187      | 53       |
| Basel (kölcsönben) | 2021–22          | Swiss Super League   | 14        | 4         | 0        | 0     | 2          | 0          | 16       | 4        |
| Karrier összesen   | Karrier összesen | Karrier összesen     | 160       | 53        | 11       | 0     | 32         | 4          | 203      | 57       |

## Család
Testvére, Danyiil Csalov a Sinnyik Jaroszlavl labdarúgója.

## Sikerei, díjai
CSZKA Moszkva
- Orosz szuperkupa: 2018
- Az Év Orosz fiatal játékosa: 2017
- Az Orosz labdarúgó-bajnokság gólkirálya: 2018-19